# Persone di nome Matías
| Questa pagina contiene informazioni ricavate automaticamente dalle voci biografiche con l'ausilio del template Bio e di un bot. L'aggiornamento è periodico e automatico e ricostruisce completamente la pagina. Se manca una persona in questa lista, sei pregato di non aggiungerla, ma accertati piuttosto che la sua voce biografica contenga il template Bio e che i dati anagrafici siano correttamente compilati. Se il template Bio manca, inseriscilo tu stesso o, in alternativa, metti l'avviso {{tmp\|Bio}} che ne segnala la mancanza. Se i dati riportati sono sbagliati, correggi direttamente la voce biografica; le modifiche saranno visibili in questa lista entro pochi giorni. Per chiarimenti vedi il progetto antroponimi. La lista contiene solo le 169 persone che sono citate nell'enciclopedia e per le quali è stato implementato correttamente il template Bio. Pagina aggiornata al 16 ott 2024. |

Questa è una lista di persone presenti nell'enciclopedia che hanno il prenome Matías, suddivise per attività principale.

## Allenatori di calcio(1)
- Matías Almeyda, allenatore di calcio e ex calciatore argentino (Azul, n. 1973)

## Allenatori di calcio a 5(1)
- Matías Lucuix, allenatore di calcio a 5 e ex giocatore di calcio a 5 argentino (Buenos Aires, n. 1985)

## Attori(1)
- Matías Recalt, attore argentino (Ingeniero Maschwitz, n. 2001)

## Cestisti(5)
- Matías Bortolín, cestista argentino (Colonia Caroya, n. 1993)
- Matías Ibarra, ex cestista argentino (Córdoba, n. 1981)
- Matías Lescano, ex cestista argentino (Córdoba, n. 1979)
- Matías Nocedal, ex cestista argentino (Ituzaingó, n. 1990)
- Matías Pelletieri, ex cestista argentino (Buenos Aires, n. 1979)

## Generali(1)
- Matías de Gálvez y Gallardo, generale spagnolo (Macharaviaya - Città del Messico, † 1784)

## Giocatori di calcio a 5(5)
- Matías Edelstein, giocatore di calcio a 5 argentino (Buenos Aires, n. 1992)
- Matías Lara, giocatore di calcio a 5 argentino (Buenos Aires, n. 1986)
- Matías Quevedo, giocatore di calcio a 5 argentino (San Martín, n. 1984)
- Matías Rosa, giocatore di calcio a 5 argentino (Buenos Aires, n. 1995)
- Matías Starna, giocatore di calcio a 5 argentino (Buenos Aires, n. 1999)

## Giocatori di football americano(1)
- Matías Castagno Úbeda, giocatore di football americano spagnolo (n. 2001)

## Hockeisti su pista(1)
- Matías Pascual, hockeista su pista argentino (San Juan, n. 1989)

## Hockeisti su prato(1)
- Matías Paredes, hockeista su prato argentino (Quilmes, n. 1982)

## Nuotatori(1)
- Matías López, nuotatore paraguaiano (n. 1996)

## Pallavolisti(1)
- Matías Sánchez, pallavolista argentino (San Juan, n. 1996)

## Pittori(1)
- Matías Moreno González, pittore e scultore spagnolo (Fuente el Saz de Jarama, n. 1840 - Toledo, † 1906)

## Religiosi(1)
- Matías de Escobar y Llamas, religioso spagnolo (La Orotava - Morelia, † 1748)

## Rugbisti a 15(6)
- Matías Agüero, ex rugbista a 15 e allenatore di rugby a 15 argentino (Buenos Aires, n. 1981)
- Matías Alemanno, rugbista a 15 argentino (Córdoba, n. 1991)
- Matías Benítez, rugbista a 15 uruguaiano (Montevideo, n. 1988)
- Matías Díaz, rugbista a 15 argentino (Mendoza, n. 1993)
- Matías Moroni, rugbista a 15 argentino (Buenos Aires, n. 1991)
- Matías Orlando, rugbista a 15 argentino (Tucumán, n. 1991)

## Tennisti(1)
- Matías Soto, tennista cileno (Copiapó, n. 1999)